# Иоиль (пророк)
Иои́ль (др.-евр. יוֹאֵל‬, Йоэ́ль — «Ягве есть Бог») — первый ветхозаветный пророк, по преданию оставивший после себя запись своих проповедей (Книга пророка Иоиля). По объёму книги Иоиля его относят к так называемым «малым» пророкам.

## Жизнеописание
Родился и жил в V веке до н. э. (по другим оценкам между IX и II вв до н. э.) в Иудее. 
Общепринятое деление «Книги пророка Иоиля» на 3 главы восходит к изданию Вульгаты, осуществлённому в 1205 году английским богословом Стефаном Лэнгтоном. «Книга пророка Иоиля» состоит тематически из двух основных частей (Иоиль 1:1—2:27 и 2:28—3:21). Первая часть содержит пророчества, связанные с ситуацией Иудеи в современном пророку положении, вторая часть содержит пророчества о Страшном Суде.
Согласно христианской традиции, Иоиль предсказал сошествие Святого Духа на апостолов: «…излию от Духа Моего на всякую плоть, и будут пророчествовать сыны ваши и дочери ваши… также на рабов и на рабынь в те дни излию от Духа Моего» (Иоиль 2:28—29). Эти слова цитирует апостол Петр в День Пятидесятницы: «Это есть предречённое пророком Иоилем: И будет в последние дни, говорит Бог, излию от Духа Моего на всякую плоть, и будут пророчествовать сыны ваши и дочери ваши; и юноши ваши будут видеть видения, и старцы ваши сновидениями вразумляемы будут. И на рабов Моих и на рабынь Моих в те дни излию от Духа Моего, и будут пророчествовать» (Деян. 2:16—18).

## Дни празднования
- в Православной церкви: 19 октября (юлианский календарь); 1 ноября (григорианский календарь)
- в Католической церкви: 13 июля и 19 октября (григорианский календарь)
- в Армянской апостольской церкви: 19 октября; литургическое празднование в третий вторник после Преображения Господня
- в Коптской церкви: 7 апреля, 18-19 октября и 19 ноября
- в Эфиопской православной церкви: 18 октября
- в Сирийской православной церкви: 19-20 октября